# Luis Silveira
Luis Silveira (Montevideo; 16 de enero de 1971) es un exbaloncestista uruguayo. Durante su carrera como jugador profesional se destacó más por su actitud que por sus condiciones técnicas, habiéndose convertido en un referente para la hinchada de varios de los equipos en los que jugó.

## Trayectoria
Hizo las formativas en Stockolmo. Debuta en el primer equipo de dicho club, que estaba en la Tercera División, en 1987 con 16 años. Asciende con este equipo, primero a la Segunda División y luego a Primera. En 1991 logra el Torneo Invierno.
En 1995 es transferido a Welcome, donde tiene su etapa más importante en cuanto a títulos: logra cuatro veces consecutivas el Campeonato Federal, además de dos vicecampeonatos.
En 2001 tiene su primer pasaje por el exterior, en ESPE de Ecuador, club al que retornaría al año siguiente para consagrarse campeón de la liga local.
En 2003 defiende a Defensor Sporting, logrando la primera Liga Uruguaya de Básquetbol y el último Torneo Federal. 
En 2004, recomendado por Néstor "Che" García, es fichado por Peñarol de Mar del Plata, donde realizó, según su opinión, su mejor actuación personal.
 Su aporte a ese equipo resultó fundamental para no descender de categoría, motivo por el cual se ganó la simpatía de los aficionados.
Ese mismo año disputa el Torneo Metropolitano (segunda división) con Sayago, logrando el ascenso. Gana la Liga Uruguaya de Básquetbol 2004-05 con Salto Uruguay. La temporada siguiente vuelve a jugar con Sayago, logrando una histórica clasificación a cuartos de final de la Liga Uruguaya.
En los años siguientes pasa por infinidad de equipos de Uruguay, tanto en Primera División (Biguá, Atenas, Welcome,  Tabaré, Montevideo, Nacional de Fray Bentos, Olimpia) como en Segunda (Welcome, Círculo Sportivo de Salto). Además, en 2008 tiene un pasaje por el equipo venezolano de los Guaros de Lara.
En la temporada 2015 formó parte del plantel de Miramar Basketball Club que consiguió el título en la Divisional Tercera de Ascenso, logrando ascender a la segunda división del básketbol uruguayo.
En la temporada 2016 volvió a su club de origen, Stockolmo, para intentar ascenderlo a la Liga Uruguaya de Básquetbol.

### Selección nacional
Integró varias preselecciones juveniles de Uruguay, aunque nunca formó parte del plantel final en ninguno de esos casos. 
Fue citado por primera vez a la selección nacional uruguaya por el técnico Víctor Hugo Berardi en 1994, antes de dejar Stockolmo.
Disputó con su selección los Campeonatos Sudamericanos de los años  1995, 1997, 1999, 2001, 2003 y 2004; los  Juegos Panamericanos en los años 1995, 1999 y 2003; los Campeonato FIBA Américas de los años 1997, 1999, 2001, 2003 y 2005.
En total permaneció 13 años en la selección (1994-2007), obteniendo dos títulos Sudamericanos.

## Palmarés

### Campeonatos nacionales
| Título                         | Club              | País    | Año       |
| ------------------------------ | ----------------- | ------- | --------- |
| Torneo Federal                 | Welcome           | Uruguay | 1997      |
| Torneo Federal                 | Welcome           | Uruguay | 1998      |
| Torneo Federal                 | Welcome           | Uruguay | 1999      |
| Torneo Federal                 | Welcome           | Uruguay | 2000      |
| Liga Ecuatoriana de Baloncesto | ESPE              | Ecuador | 2002      |
| Liga Uruguaya de Básquetbol    | Defensor Sporting | Uruguay | 2003      |
| Torneo Federal                 | Defensor Sporting | Uruguay | 2003      |
| Metropolitano                  | Sayago            | Uruguay | 2004      |
| Liga Uruguaya de Básquetbol    | Salto Uruguay     | Uruguay | 2004-2005 |

### Campeonatos internacionales
| Título                  | Equipo  | Sede      | Año  |
| ----------------------- | ------- | --------- | ---- |
| Campeonato Sudamericano | Uruguay | Uruguay   | 1995 |
| Campeonato Sudamericano | Uruguay | Venezuela | 1997 |